# فيكتور إدلستاين
فيكتور إدلستاين (بالإنجليزية: Victor Edelstein)‏ هو رسام ومصمم أزياء بريطاني، ولد في 10 يوليو 1946 في لندن في المملكة المتحدة.

## وصلات خارجية
- الموقع الرسمي